# Prévenchères
Prévenchères este o comună în departamentul Lozère din sudul Franței. În 2009 avea o populație de 266 de locuitori.

## Evoluția populației
| An        | 1975 | 1982 | 1990 | 1999 | 2006 | 2009 |
| --------- | ---- | ---- | ---- | ---- | ---- | ---- |
| Populație | 234  | 204  | 192  | 215  | 266  | 266  |